# Paceshifters
Paceshifters est un groupe néerlandais de rock alternatif, originaire de Wijhe. Le groupe est composé des frères Dokman (Paul et Seb) et de Jesper Albers.

## Histoire
Formé en juin 2008, le groupe sort un split EP avec Supersuckers en avril 2009. En novembre 2009, ils sortent leur propre single clippé, I Don't Listen, qu'ils ont enregistré avec Peter van Elderen de Peter Pan Speedrock. Ils participent ensuite à l'émission de télévision De Wereld Draait Door, diffusée sur VARA,.
En 2010, Paceshifters sort son premier album, One for the Road, sur le label Suburban Records. La même année, le groupe se produit au festival Black Cross et à l'Eurosonic en 2011, entre autres. En juillet 2011, le groupe commence la préproduction de son deuxième album. 
En octobre 2011, les Paceshifters partent aux États-Unis, à Durango, dans le Colorado, pour travailler avec le producteur Ed Stasium et enregistrer leur deuxième album Home. L'album sort le 27 avril 2012 chez Simpatico Records. Peu avant, le 2 avril, le premier single Davis de cet album était déjà sorti. Le single parle de Troy Davis, qui est enregistré quelques semaines avant que le groupe n'entre en studio pour l'album Home.
Du début jusqu'à la mi-2013, Koen Klarenbeek était le batteur du groupe, mais il a démissionné et a été remplacé par Jesper Albers. Albers a précédemment joué de la batterie dans Automatic Sam et joue également avec Seb Dokman dans le groupe Prestcold Molly. Fin 2013, l'enregistrement du troisième album commence sous la direction de Guido Aalbers. Le premier single, Drone, sort en avril 2014. Le 7 juin, le groupe joue au Pinkpop 2014 et le 27 juillet, il se produit au Zwarte Cross. Le 1er septembre 2014, ils sortent leur troisième album, Breach, à l'occasion duquel ils donnent un concert à Hedon, Zwolle, le 26 septembre.
En 2018, ils partent en tournée pour leur 10e anniversaire. Les membres du groupe Paul Dokman et Jesper Albers partent en tournée en 2023 avec le groupe australien Wolfmother. En décembre 2023, le groupe se produira au temple pop Paradiso à Amsterdam pour marquer leur 15e anniversaire.

## Discographie

### Albums studio
- 2010 : One for the Road (Suburban)
- 2012 : Home (Simpatico Records/Sonic Rendezvous)
- 2014 : Breach (Goomah/V2/Excelsior)
- 2017 : Waiting to Derail (Goomah Music)
- 2018 : Live In Concert '17 (album live, Simpatico Records)
- 2021 : Brand New Plan
- 2024: Out and Outer (Excelsior Recordings)

### EP et singles
- 2009 : Split-EP avec Supersuckers
- 2009 : I Don't Listen (single)
- 2019 : Split-EP avec Wallace Vanborn